# Vitex
Vitex is een geslacht uit de lipbloemenfamilie (Lamiaceae). Het geslacht telt ongeveer tweehonderdvijftig soorten die voorkomen in (sub)tropische gebieden. Enkele soorten komen voor in gematigd Eurazië.

## Soorten
- Vitex acuminata R.Br.
- Vitex acunae Borhidi & O.Muñiz
- Vitex agelaeifolia Mildbr. ex W.Piep.
- Vitex agnus-castus L.
- Vitex ajugiflora Dop
- Vitex altissima L.f.
- Vitex amaniensis W.Piep.
- Vitex angolensis Gürke
- Vitex aurea Moldenke
- Vitex axillariflora (Merr.) Bramley
- Vitex barorum (Humbert) Callm. & Phillipson
- Vitex befotakensis Moldenke
- Vitex benuensis Engl. ex W.Piep.
- Vitex beraviensis Vatke
- Vitex betsiliensis Humbert
- Vitex bicolor Willd.
- Vitex bogalensis Wernham
- Vitex bojeri Schauer
- Vitex bracteata Scott Elliot
- Vitex brevilabiata Ducke
- Vitex brevipetiolata Moldenke
- Vitex buchananii Baker ex Gürke
- Vitex burmensis Moldenke
- Vitex caespitosa Exell
- Vitex calothyrsa Sandwith
- Vitex canescens Kurz
- Vitex capitata Vahl
- Vitex carbunculorum W.W.Sm. & Ramaswami
- Vitex cauliflora Moldenke
- Vitex cestroides Baker
- Vitex chrysleriana Moldenke
- Vitex chrysocarpa Planch.
- Vitex chrysomallum Steud.
- Vitex ciliata Pierre ex Pellegr.
- Vitex clementis Britton & P.Wilson
- Vitex cochinchinensis Dop
- Vitex cofassus Reinw. ex Blume
- Vitex collina (Montrouz.) Beauvis.
- Vitex columbiensis Pittier
- Vitex compressa Turcz.
- Vitex congolensis De Wild. & T.Durand
- Vitex cooperi Standl.
- Vitex coursii Moldenke
- Vitex cuspidata Hiern
- Vitex cymosa Bertero ex Spreng.
- Vitex degeneriana Moldenke
- Vitex dinklagei Gürke
- Vitex discoideoglandulosa De Wild.
- Vitex divaricata Sw.
- Vitex diversifolia Kurz ex C.B.Clarke
- Vitex djumaensis De Wild.
- Vitex doniana Sweet
- Vitex duckei Huber
- Vitex duclouxii Dop
- Vitex eberhardtii Dop
- Vitex elakelakensis Moldenke
- Vitex excelsa Moldenke
- Vitex farafanganensis Moldenke
- Vitex ferruginea Schumach. & Thonn.
- Vitex fischeri Gürke
- Vitex flava Ridl.
- Vitex flavens Kunth
- Vitex floridula Duchass. & Walp.
- Vitex froesii Moldenke
- Vitex gabunensis Gürke
- Vitex gamosepala Griff.
- Vitex gardneriana Schauer
- Vitex gaumeri Greenm.
- Vitex gigantea Kunth
- Vitex glabrata R.Br.
- Vitex golungensis Baker
- Vitex grandidiana W.Piep.
- Vitex grandifolia Gürke
- Vitex guanahacabibensis Borhidi
- Vitex guianensis Moldenke
- Vitex harveyana H.Pearson
- Vitex hemsleyi Briq.
- Vitex heptaphylla A.Juss.
- Vitex hirsutissima Baker
- Vitex hispidissima (Seem.) Callm. & Phillipson
- Vitex holoadenon Dop
- Vitex holocalyx Baker
- Vitex humbertii Moldenke
- Vitex humblotiana Callm. & Phillipson
- Vitex hypoleuca Schauer
- Vitex ibarensis Baker
- Vitex integrifolia Urb.
- Vitex iraquensis Moldenke
- Vitex klugii Moldenke
- Vitex krukovii Moldenke
- Vitex kwangsiensis C.Pei
- Vitex lanigera Schauer
- Vitex lastellei Moldenke
- Vitex leandrii Moldenke
- Vitex leucoxylon L.f.
- Vitex lignum-vitae A.Cunn. ex S.Schauer
- Vitex limonifolia Wall. ex C.B.Clarke
- Vitex lindenii Hook.f.
- Vitex lobata Moldenke
- Vitex lokundjensis W.Piep.
- Vitex longisepala King & Gamble
- Vitex lowryi Callm., Phillipson & G.E.Schatz
- Vitex lucens Kirk
- Vitex macrofoliola Moldenke
- Vitex madagascariensis Moldenke
- Vitex madiensis Oliv.
- Vitex maranhana Moldenke
- Vitex marquesii W.Piep.
- Vitex martii Moldenke
- Vitex masoalensis G.E.Schatz
- Vitex masoniana Pittier
- Vitex medusaecalyx H.J.Lam
- Vitex megapotamica (Spreng.) Moldenke
- Vitex melicopea F.Muell.
- Vitex menabeensis Capuron
- Vitex micrantha Gürke
- Vitex microphylla Moldenke
- Vitex millsii M.R.Hend.
- Vitex milnei W.Piep.
- Vitex mollis Kunth
- Vitex mombassae Vatke
- Vitex mooiensis H.Pearson
- Vitex morogoroensis Walsingham & S.Atkins
- Vitex mossambicensis Gürke
- Vitex negundo L.
- Vitex novae-pommeraniae Warb.
- Vitex obovata E.Mey.
- Vitex orinocensis Kunth
- Vitex oscitans Moldenke
- Vitex oxycuspis Baker
- Vitex pachyclada Baker
- Vitex panshiniana Moldenke
- Vitex parviflora A.Juss.
- Vitex patula E.A.Bruce
- Vitex payos (Lour.) Merr.
- Vitex peduncularis Wall. ex Schauer
- Vitex perrieri Danguy
- Vitex pervillei Baker
- Vitex petersiana Klotzsch
- Vitex phillyreifolia Baker
- Vitex pierreana Dop
- Vitex pierrei Craib
- Vitex pinnata L.
- Vitex polygama Cham.
- Vitex pooara Corbishley
- Vitex praetervisa Borhidi
- Vitex pseudolea Rusby
- Vitex pulchra Moldenke
- Vitex pyramidata B.L.Rob.
- Vitex queenslandica (Munir) Bramley
- Vitex quinata (Lour.) F.N.Williams
- Vitex regnelliana Moldenke
- Vitex rehmannii Gürke
- Vitex resinifera Moldenke
- Vitex rivularis Gürke
- Vitex rotundifolia L.f.
- Vitex rubra Moldenke
- Vitex rubroaurantiaca De Wild.
- Vitex rufescens A.Juss.
- Vitex sampsonii Hance
- Vitex scabra Wall. ex Schauer
- Vitex scandens Moldenke
- Vitex schaueriana Moldenke
- Vitex schliebenii Moldenke
- Vitex schomburgkiana Schauer
- Vitex schunkei Moldenke
- Vitex seineri Gürke ex Piep.
- Vitex sellowiana Cham.
- Vitex siamica F.N.Williams
- Vitex snethlagiana Huber ex Moldenke
- Vitex sprucei Briq.
- Vitex stahelii Moldenke
- Vitex stellata Moldenke
- Vitex strickeri Vatke & Hildebrandt
- Vitex stylosa Dop
- Vitex teloravina Baker
- Vitex thailandica Bramley
- Vitex thorelii Dop
- Vitex thyrsiflora Baker
- Vitex tomentosa (Munir) Bramley
- Vitex tomentulosa Moldenke
- Vitex trichantha Baker
- Vitex triflora Vahl
- Vitex trifolia L.
- Vitex tripinnata (Lour.) Merr.
- Vitex tristis Scott Elliot
- Vitex turczaninowii Merr.
- Vitex ugogoensis Verdc.
- Vitex umbrosa Sw.
- Vitex uniflora Baker
- Vitex urbanii (Ekman) Bramley
- Vitex vansteenisii Moldenke
- Vitex vauthieri DC. ex Schauer
- Vitex velutinifolia Munir
- Vitex vestita Wall. ex Walp.
- Vitex villosissima (Moldenke) Callm. & Phillipson
- Vitex vitilevuensis (Munir) Bramley
- Vitex vondrozensis Moldenke
- Vitex waterlotii Danguy
- Vitex wimberleyi Kurz
- Vitex yaundensis Gürke
- Vitex yunnanensis W.W.Sm.
- Vitex zanzibarensis Vatke
- Vitex zenkeri Gürke
- Vitex zeyheri Sond. ex Schauer

... · 
Ajuga (Zenegroen) · 
Anisomeles · 
Ballota (Ballote) · 
Basilicum · 
Cleonia · 
Clinopodium (Steentijm) · 
Dasymalla · 
Galeopsis (Hennepnetel) · 
Glechoma · 
Haplostachys · 
Hemiandra · 
Hyssopus · 
Lagochilus · 
Lamiastrum · 
Lamium (Dovenetel) · 
Lavandula (Lavendel) · 
Leonurus · 
Lycopus · 
Marrubium · 
Melissa (Melisse) · 
Mentha (Munt) · 
Nepeta (Kattenkruid) · 
Ocimum (Basilicum) · 
Origanum (Marjolein) · 
Perovskia · 
Phlomis · 
Prunella (Brunel) · 
Renschia · 
Rosmarinus · 
Salvia (Salie) · 
Satureja (Bonenkruid) · 
Scutellaria (Glidkruid) · 
Stachys (Andoorn) · 
Teucrium (Gamander) · 
Thymus (Tijm) · 
Vitex · 
Westringia · 
...